# Hooker County
Hooker County is een county in de Amerikaanse staat Nebraska.
De county heeft een landoppervlakte van 1.868 km² en telt 783 inwoners (volkstelling 2000). De hoofdplaats is Mullen.

## Bevolkingsontwikkeling

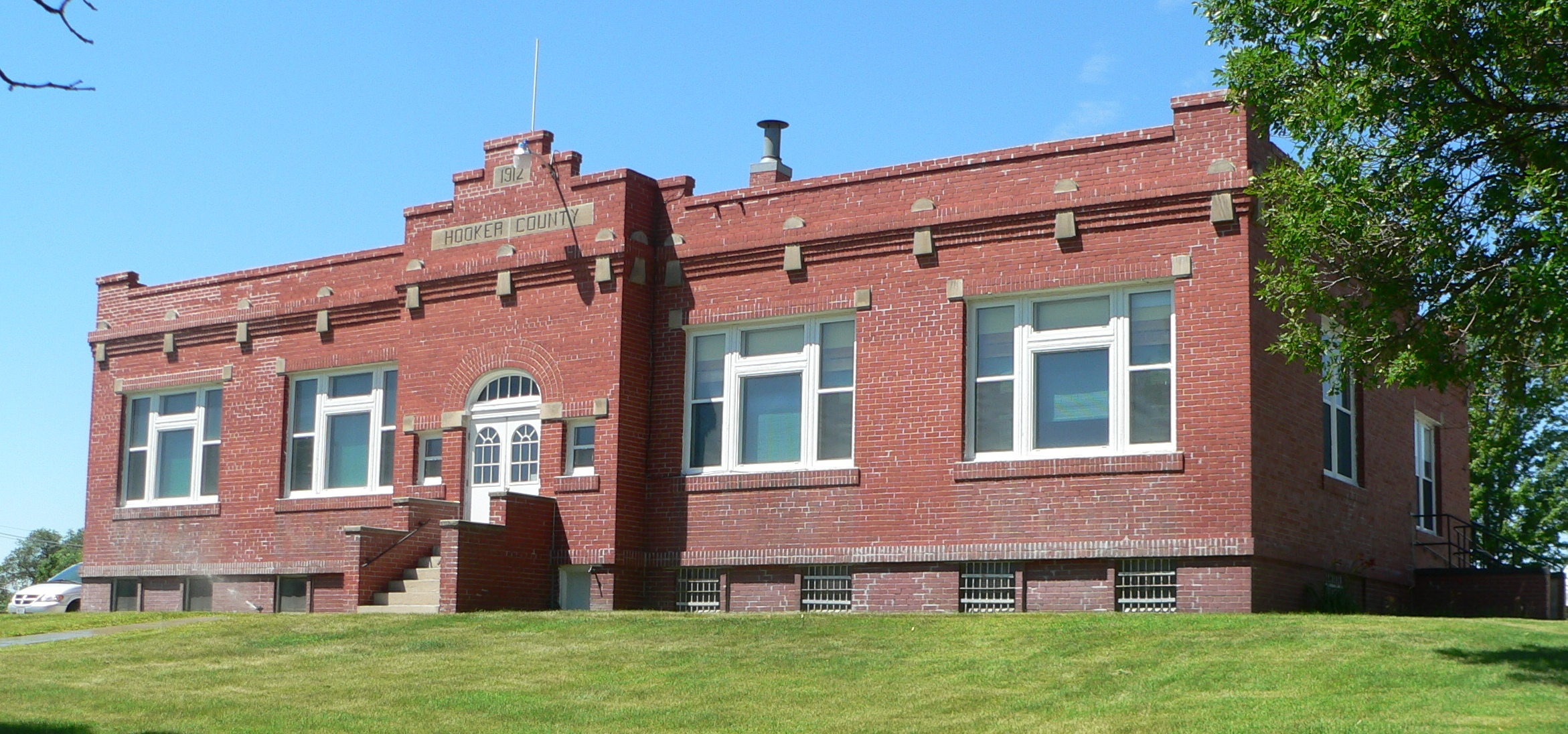
Hooker County Courthouse